# موش ورامین
موش ورامین (Nesokia indica) نام جونده‌ای است از خانوادهٔ موش‌سانان (Muridae) که بیشتر در بیشه‌زارهای آسیایی یافت می‌شود.
این موش از گونه‌های جانوری موجود در شهر تهران است.